# Bombus polaris
Bombus polaris är en insekt i överfamiljen bin (Apoidea) som finns i och nära Arktis. 

## Taxonomi
Nyligen gjorda genetiska undersökningar (2015) har visat att humlan egentligen utgörs av två arter: En som finns i Nordamerika (inklusive Grönland) och som har behållit det gamla namnet Bombus polaris, och en som finns i Eurasien, och som har fått det nya vetenskapliga namnet Bombus pyrrhopygus (men behållit det svenska trivialnamnet polarhumla).
Notera att den taxonomiska ändringen inte har slagit igenom på de flesta av artiklarna i Wikipedias övriga versioner. Där omfattar alltså artiklarna båda arterna, Bombus polaris såväl som Bombus pyrrhopygus.

## Beskrivning
Skillnaden mellan Bombus polaris och polarhumlan är främst genetisk; utseendemässigt är båda stora, långtungade, välpälsade humlor med mellankroppen och början av bakkroppen svarta, och resten av bakkroppen orangeröd. Hanarna kan dessutom ha svag, ljusgul behåring på kragen och den bakersta delen av mellankroppen.

## Utbredning
Arten finns alltså endast i Nordamerika (dit Grönland räknas biologiskt): Utbredningsområdet omfattar Alaska i väst, Kanada från Yukon över Nunavut och Northwest Territories till norra Quebec och Newfoundland samt norra Grönland. I Kanada går den norrut till Ellesmereön, på Grönland klart norr om 80° N.

## Ekologi
Bombus polaris lever i tundra- och tajgaområdena, där den flyger till växter som korgblommiga växter (släktet arnikor), ljungväxter (lappljungssläktet och odonsläktet), grobladsväxter (släktet Lagotis), blågullsväxter (blågullssläktet), snyltrotsväxter (släktet spiror), slideväxter (trampörtssläktet) samt videväxter (videsläktet).
Bona grävs ut underjordiskt; det förekommer att det parasiteras av Bombus natvigi som, utan att vara någon egentlig snylthumla, uppträder som en sådan; den inträngande honan tar över boet, dödar drottningen, och tvingar arbetarna att föda upp hennes egen avkomma.
Artens hanar är patrullerare; de flyger runt i en bestämd bana, där de avsätter feromoner på den högre växtligheten för att locka till sig parningsvilliga ungdrottningar.

## Bevarandestatus
Eftersom arten först nyligen separerades från polarhumlan (Bombus pyrrhopygus) är det brist på data som exklusivt gäller Bombus polaris. IUCN listar därför arten med kunskapsbrist (DD). Allmänt sett betraktar de emellertid klimatförändringarna som ett hot mot arten på grund av dess starka anpassning till ett arktiskt klimat.